# Norman Cousins
Norman Cousins (Union City, New Jersey, 24. lipnja 1915. – Los Angeles, Kalifornija, 30. studenog 1990.), američki politički novinar, pisac, profesor i borac za svjetski mir.
Norman je rođen u New Jerseyu. S 11 godina mu je krivo dijagnosticirana tuberkuloza, zbog čega je bio smješten u sanatorij. Završio je Union Hill High School, na Sveučilištu Columbia pri Učiteljskoj školi dobio je status prvostupnika.

## Vanjske poveznice
- White Light/Black Rain Official Website  Arhivirana inačica izvorne stranice od 5. lipnja 2008. (Wayback Machine) (engl.)
- Why This Man Matters: Norman Cousins  Arhivirana inačica izvorne stranice od 12. kolovoza 2020. (Wayback Machine) (engl.)